# رابطة الصم الوطنية الصومالية
رابطة الصم الوطنية الصومالية (سوناد) هي الرابطة الوطنية للصم في الصومال ، التي تأسست في أبريل 2007.  تتمثل مهمة سوناد في ضمان تمتع الأشخاص الصم في الصومال بحقوق مثل أي مواطن صومالي آخر.   تعمل هذه المنظمة على تعزيز لغة الإشارة الصومالية وتعليم الصم وحقوق الإنسان. 
يقع مقر سوناد في مقديشو ، الصومال .  سوناد أيضا عضو في الاتحاد العالمي للصم . 

## روابط خارجية
- SONAD في جامعة جالوديت، معلومات الصم العالمية